# Новий Киселів
Но́вий Киселі́в — село в Україні, у Мамаївській громаді Чернівецького району Чернівецької області.

## Географія
Буковинське село Новий Киселів розташоване поблизу річки Прут. Через село проходить автомагістраль Чернівці — Тернопіль, Івано-Франківськ, та залізниця. Відстань до обласного центру 10 кілометрів.

## Історія
Утворене 22 травня 2003 року шляхом виділення в окремий населений пункт частини житлового масиву міста Чернівці. Одне з найновіших поселень в Україні.
9 серпня 2017 року шляхом об'єднання Лужанської селищної ради та Мамаївської сільської ради, село ввійшло до складу Мамаївської сільської громади.

## Населення
Населення — понад 250 мешканців. 
Основне населення складають українці. Мешканці села займаються землеробством і тваринництвом, підприємницькою діяльністю та працюють в різних закладах. 

## Інфраструктура
В селі є такі заклади: цілодобова заправка «Шелл», церкви УПЦ МП та УПЦ КП, точка продажу, цвинтар, напівзруйнована їдальня. 
Покриття мобільним телефонним зв'язком: МТС, Київстар, Life.